# Mimpi
 (février 2024).
Si vous disposez d'ouvrages ou d'articles de référence ou si vous connaissez des sites web de qualité traitant du thème abordé ici, merci de compléter l'article en donnant les références utiles à sa vérifiabilité et en les liant à la section « Notes et références ».
Albums de Anggun, Deddy Stanzah, Gito Rollies, Deddy Dores, Andry Kasman, Euis Darliah
Dunia Aku Punya (Anggun)
(1986) Anak Putih Abu-Abu (Anggun)
(1991)
Compilations par Anggun
Tua Tua Keladi
(1990)
Mimpi est une compilation indonésienne paru en 1989.

## Présentation
Cet album est une compilation de plusieurs artistes : Anggun, qui chante 2 morceaux, à savoir "Mimpi" et "Bayang Bayang Ilusi" ; Deddy Stanzah, qui chante "Siapa Aku" et "Negosiasi"; Gito Rollies, qui chante "Suara Hati" et "Api Telah Padam" ; Andry Kasman, qui chante "Aku Melangkah" et "Sungguh Bosan" ; et enfin Deddy Dores qui chante "Tatap Dunia" et Euis Darliah qui chante "Citraku".
Cet album remporte un grand succès et fait grimper Anggun au sommet de sa popularité en tant que rockeuse dans les années 1990. La chanson "Mimpi" est aussi devenue l'une des deux chansons classiques et populaires d'Anggun en Indonésie, avec "Tua Tua Keladi".

## Liste des titres
| 1.  | Mimpi               | Anggun        |  |
| 2.  | Bayang-Bayang Ilusi | Anggun        |  |
| 3.  | Siapa Aku           | Deddy Stanzah |  |
| 4.  | Suara Hati          | Gito Rollies  |  |
| 5.  | Tatap Dunia         | Deddy Dores   |  |
| 6.  | Api Telah Padam     | Gito Rollies  |  |
| 7.  | Aku Melangkah       | Andry Kasman  |  |
| 8.  | Citraku             | Euis Darliah  |  |
| 9.  | Sungguh Bosan       | Andry Kasman  |  |
| 10. | Negosiasi           | Deddy Stanzah |  |